# Manuel Juliá Dorado

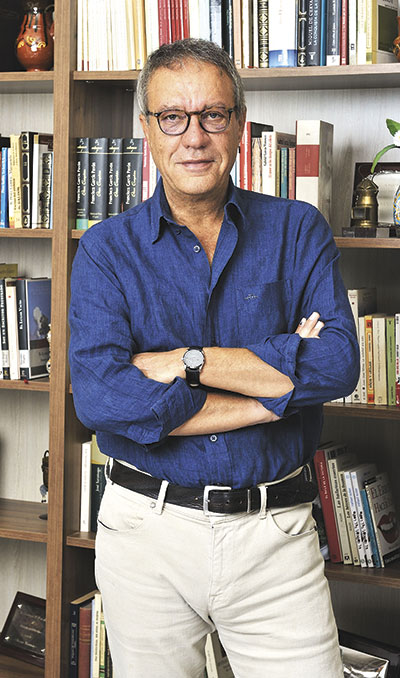
Manuel Juliá

Manuel Juliá Dorado (Puertollano, 23 de febrero de 1955) es un escritor y periodista español.

## Biografía
Actividad actual:
Escritor y periodista.
- Colaborador Mediaset: proyectos España mira a La Meca, Quijotes del siglo XXI y tertuliano en Cuatro al día.
- Colaborador en Telemadrid: tertuliano en 120 minutos.
- Columnista del diario Marca (periódico)
- Columnista grupo de diarios Promecal  (Castilla-La Mancha, Castilla y León y La Rioja).
- Director de Fenavin, Fería Nacional del Vino.
Datos académicos y formativos:
- Licenciado en Ciencias de la Información por la Universidad Complutense de Madrid.
- Cursos de Doctorado sobre política comunitaria en la Facultad de Ciencias Económicas de la Universidad de Castilla-La Mancha, Departamento de Economía y Empresa.

## Premios
- Premio Nacional Clarín de Cuentos, por La región del olvido, otorgado por la Asociación de Escritores y Artistas Españoles (2012).
- Mejor libro editado en 2015, El sueño de la vida, según la Asociación de Editores de Poesía.
- Premio periodístico del XVI Certamen Cultural "Virgen de las Viñas", por la serie "En los fines de Alcudia con Don Quijote y Sancho", publicada en el diario El Mundo durante los días 17 al 22 de julio de 2017.

## Actividad anterior: periodística
- Columnista del Diario El Mundo, en su edición de Andalucía, desde el año 1997 hasta 2006.
- Columnista de Diario 16 (Nacional, Andalucía y Castilla-La Mancha (1981, 1994-1996).
- Colaborador habitual de La Gaceta de los Negocios, durante el año 1991, 1992 y 1993.
- Crítico de cine y de libros en el Diario de Caracas entre 1981-1982.
- Colaborador en la revista Triunfo entre 1976-1977.
- Redactor en prácticas del El Diario Vasco durante 1975.
- Colaborador de la revista Poesía Hispánica entre 1972-1974.
- Articulista de Radio Popular de Ciudad Real y de Castilla-La Mancha entre 1999-2001.
- Columnista del Diario Lanza de Ciudad Real (1987, 1991, 1993-1995).
- Director Adjunto del semanario El Manchego (1979-1980).

## Actividad anterior: otros
- Colaborador en el libro "Lecciones de Desarrollo Rural", editado por la Universidad de Castilla-La Mancha, con dos extensos trabajos titulados "Los nuevos reglamentos de la Política Regional Comunitaria" y "Programas del Marco Comunitario en Castilla La-Mancha" (2000).
- Colaborador de la Associacao Portuguesa para o Desenvolvimento Regional, en diversos trabajos de carácter comunitario (1998-1999).
- Colaborador en el Boletín Situación del BBV (Banco Bilbao Vizcaya), en diversos trabajos de carácter comunitario (1996-1998).
- Colaborador de la revista "Boletín ICE Económico", editada por el Ministerio de Economía y Hacienda (1996-1997), con un amplio trabajo sobre la aplicación de los fondos estructurales en España.
- Actividad política 1983-1994: 
. Director general de Política Económica y Financiera de la Junta de Comunidades de Castilla-La Mancha (1991-1994).
. Primer Teniente de Alcalde de Puertollano (1983-1992).
. Alcalde de Puertollano (1993-1994).
. Vicepresidente de la Caja de Ahorros de Cuenca y Ciudad Real (1984-1991).
. Presidente de la Sociedad Mixta de Promoción Económica de Ciudad Real (1984-1991).
. Consejero de la Sociedad de Desarrollo Industrial de Castilla-La Mancha Sodicaman (1987-1991).
. Presidente del Patronato Provincial de la Universidad Nacional de Educación a Distancia Uned (1985-1989).
. Diputado Provincial (1983-1987) y Vicepresidente Primero de la Diputación Provincial de Ciudad Real (1987-1991).